# شمانه (شهرستان شچتنو)
شمانه (به لهستانی:  Szymany) یک روستا در لهستان است که در گمینا شچتنو واقع شده‌است. شمانه ۵۵۰ نفر جمعیت دارد.